# スーパーボウル・オブ・レスリング
スーパーボウル・オブ・レスリング（SuperBowl of Wrestling）は、1972年と1978年に行われたNWA（主に「反主流派」とされていたグループ）と他団体の合同興行によるプロレスのイベントである。団体間の対抗戦の様相を呈していたことから「スーパーボウル」の名称が付けられた。

## 1972年8月12日
主催：NWA & NWF
開催地：オハイオ州クリーブランド、ミュニシパル・スタジアム
観客動員数：20000人

### 対戦カード
第1試合
タッグチーム・トーナメント1回戦
▲マヌエル・ソト & ビクター・リベラ vs ワルドー・フォン・エリック & カール・フォン・ストロハイム▲ （両チーム反則）
第2試合
タッグチーム・トーナメント1回戦
○トニー・マリノ & トニー・パリシ vs ???●
第3試合
タッグチーム・トーナメント1回戦
○ルイス・マルティネス & サル・ドミンゲス vs テキサス・マッケンジー & リル・アブナー●
第4試合
タッグチーム・トーナメント準決勝
○マシオ駒 & 大熊元司 vs ルイス・マルティネス & サル・ドミンゲス●
第5試合
タッグチーム・トーナメント決勝
○トニー・マリノ & トニー・パリシ vs マシオ駒 & 大熊元司●
第6試合
女子タッグチーム・トーナメント決勝
○スー・グリーン & リリー・トーマス vs ティッピー・ウェルズ & ペギー・パターソン●
第7試合
ミゼット・タッグチーム・トーナメント決勝
○スカイ・ロー・ロー & リトル・ブルータス vs ハイチ・キッド & フレンチー・ラモント●
第8試合
NWF世界タッグ選手権試合
○ザ・ファーゴ・ブラザーズ（ドン・ファーゴ & ジョニー・ファーゴ） vs ワフー・マクダニエル & チーフ・ホワイト・オウル●
第9試合
NWA女子世界タッグ選手権試合
○トニー・ローズ & ドナ・クリスタネーロ vs サンディ・パーカー & デビー・ジョンソン●
第10試合
NWA女子世界選手権試合
○ザ・ファビュラス・ムーラ vs ビッキー・ウィリアムス●
第11試合
NWA USヘビー級選手権試合（デトロイト版）
○ボボ・ブラジル vs キラー・ティム・ブルックス●
セミファイナル
▲アーニー・ラッド vs アブドーラ・ザ・ブッチャー▲ （両者反則）
メインイベント
NWF北米ヘビー級選手権試合
○ジョニー・パワーズ vs ジョニー・バレンタイン●

## 1978年1月25日
主催：NWA（CWF） & WWWF
開催地：フロリダ州マイアミ、マイアミ・オレンジボウル
観客動員数：12000人

### 対戦カード
第1試合
○キース・フランクス vs ジョン・ラフィン●
第2試合
○ボビー・ダンカン vs ドン・セラノ●
第3試合
○チャボ・ゲレロ vs タンク・パットン●
第4試合
女子バトルロイヤル
○ジョイス・グレーブル vs レイラニ・カイ他● （8選手参加）
第5試合
○イワン・プトスキー vs オックス・ベーカー●
第6試合
○ロッキー・ジョンソン vs キラー・カール・コックス●
第7試合
NWAフロリダ・タッグ選手権試合
○ザ・ブリスコ・ブラザーズ（ジャック・ブリスコ & ジェリー・ブリスコ） vs イワン・コロフ & ミスター・サイトー●
第8試合
NWA南部ヘビー級選手権試合
○ペドロ・モラレス vs ラーズ・アンダーソン●
第9試合
NWA USタッグ選手権試合
○スティーブ・カーン & マイク・グラハム vs ザ・バリアント・ブラザーズ（ジミー・バリアント & ジョニー・バリアント）●
セミファイナル
○ダスティ・ローデス vs ケン・パテラ●
メインイベント
NWA & WWWFヘビー級選手権試合（特別レフェリー：ゴリラ・モンスーン & ドン・カーティス）
△ハーリー・レイス vs スーパースター・ビリー・グラハム△ （60分時間切れ引き分け）

### 備考
- 今大会はフロリダのNWA傘下団体CWF（チャンピオンシップ・レスリング・フロム・フロリダ）のエディ・グラハムがプロモートし、ビンス・マクマホン・シニアが主宰していたニューヨークのWWWF（現在のWWE）も参加。メインイベントで当時のNWA世界ヘビー級王者レイスとWWWFヘビー級王者ビリー・グラハムのダブル・タイトルマッチが行われた[3]。
- エディ・グラハムと同じくNWA内部の「反主流派」とされていたロサンゼルスのマイク・ラベール[4]もイベントに協力しており、第3試合ではゲレロ対パットンという、当時のLAマットにおける遺恨試合が組まれている（オープニング・マッチに登場したフランクスも、当初出場が予定されていたブラック・アンガスの代打としてLAからブッキングされた）。
- 観客動員数の12000人は、オレンジ・ボウルという会場の規模から考えても決して大入りという数字ではなかったが、これは当日、会場付近をハリケーンが直撃したことが影響している。